# Clare Agius
Clare Agius (właśc. Clare Agius Sparling; ur. 18 października 1975) – maltańska aktorka, prezenterka i producentka telewizyjna. 
Od 2009 roku posiada uprawnienia pilota. W 2010 roku ukończyła kurs instruktorski jogi. Jest właścicielką kliniki tradycyjnego chińskiego masażu.

## Kariera

### Teatr
W 1990 roku, w wieku 15 lat, zadebiutowała główną rolą w szkolnym przedstawieniu La Locandiera (Carlo Goldoni) wyreżyserowanym przez Karmenu Aquiline. W tym samym roku rozpoczęła naukę w  M.T.A.D.A. (Manoel Theatre Academy of Dramatic Art), która ukończyła w 1995 roku. Występowała w Manoel Theatre oraz była związana z grupą XXX Theatre Group. Grała główne role w przedstawieniach takich jak Yerma (Federico García Lorca), Romeo i Julia, Kupiec wenecki (Shakespeare), Salome (Oscar Wilde), Woyzeck (Georg Büchner)  czy Hrejjef il-Malti.
Występowała podczas Europejskich Spotkań Teatralnych w Londynie (1996) i Stambule (1998).
W czerwcu 1999 roku wraz z Rayem Calleją wystąpiła na IX Biennale Młodych Artystów Europejskich i Śródziemnomorskich w Rzymie z oryginalną produkcją Riħ (Wiatr)..
W 2002 jako grupa teatralna Curtain Raiser wraz z Patrickiem Vellą odwiedziła: Szwajcarię, Polskę, Białoruś, Szkocję (Edinburgh Fringe Festival) oraz Indie wystawiając sztukę Kandor.

### Film
Jako aktorka filmowa Clare Agius zadebiutowała w 2002 roku w 24 odcinkowym serialu telewizyjnym Il-Madonna tac-Coqqa, grając główną rolę, Rity. Serial powstał na podstawie książki pod tym samym tytułem, autorstwa Guze'a Diacono. Wyemitowany został w sieci One TV.

## Filmografia
| Rok  | Tytuł             | Rola                       | Uwagi |
| ---- | ----------------- | -------------------------- | ----- |
| 2022 | Uwijja (Whatever) | Maria                      |       |
| 2021 | To Catch a Spy    | Orsel Deguara              |       |
| 2016 | Zmartwychwstały   | Kobieta na cmentarzu       |       |
| 2014 | Simshar           | Sharin                     |       |
| 2009 | Agora             | Wystraszona grecka kobieta |       |

| Rok       | Tytuł                                 | Rola                     | Uwagi                                                        |
| --------- | ------------------------------------- | ------------------------ | ------------------------------------------------------------ |
| 2023      | The Dancing Detective: A Deadly Tango | Ana Spiteri              | Film telewizyjny                                             |
| 2021      | Fundacja                              | Kobieta w białej szacie  | Gościnnie (odcinek 4 sezon 1 Barbarzyńcy u bram)             |
| 2011-2013 | Déjà Vu                               | Hazel                    | Miniserial Net TV                                            |
| 2008      | Roman Mysteries                       | Matka Lupusa             | Gościnnie (odcinek 6, sezon 2 The Colossus of Rhodes Part 2) |
| 2007      | Kryminalni                            | Komisarz Maria Cavalieri | Gościnnie (odcinek 67 Nie zabijaj)                           |
| 2002      | Il-Madonna taċ-Ċoqqa                  | Rita                     | Serial stacji One TV                                         |

Od 2020 roku prowadzi program podróżniczy o Wyspach Maltańskich The Local Traveller, którego odcinki emitowane są w telewizji One i serwisie YouTube.

## Nagrody
- Międzynarodowym Festiwalu Filmowym Bridges  w kategorii Najlepsza aktorka pierwszoplanowa (2015)[9]